# Emil Doležal
Emil Doležal (* 10. dubna 1930) je bývalý český fotbalový brankář.

## Hráčská kariéra
V československé lize chytal za TJ Spartak Praha Stalingrad (dobový název Bohemians). Objevil se v jediném prvoligovém utkání (08.11.1958). V nižších soutěžích nastupoval také ve Slavoji Žižkov (dobový název Viktorie).

### Prvoligová bilance
| Ročník             | Zápasy | Góly | Minuty | Nuly | Klub                        |
| ------------------ | ------ | ---- | ------ | ---- | --------------------------- |
| I. liga 1958/59    | 1      | 0    | 31     | 0    | TJ Spartak Praha Stalingrad |
| CELKEM I. ČS. LIGA | 1      | 0    | 31     | 0    |                             |